# Liste der Mitglieder des Gothaer Landtags (1861–1864)
Diese Liste nennt die Mitglieder des Gothaer Landtags in seiner Wahlperiode 1861–1864.
| Wahlbezirk | Name                            | Stand                      | Ort           | Anmerkung                       |
| ---------- | ------------------------------- | -------------------------- | ------------- | ------------------------------- |
| I          | Carl Mälzer                     | Kupferschmiedmeister       | Gotha         |                                 |
| II         | Gustav Berlet                   | Kreisgerichtsvizepräsident | Gotha         | Präsident                       |
| III        | Carl Alexander Stötzer          | Rechtsanwalt               | Gotha         | Schriftführer                   |
| IV         | Habicht                         | Professor                  | Gotha         |                                 |
| V          | Julius Strenge                  | Bürgermeister              | Ohrdruff      |                                 |
| VI         | Oskar Albrecht                  | Bürgermeister              | Waltershausen |                                 |
| VII        | Franz Albert Freytag            | Justizamtmann              | Wolckenrode   |                                 |
| VIII       | Buddeus                         | Domänenpächter             | Goldbach      | Stellvertretender Schriftführer |
| IX         | Klett                           | Gewehrfabrikant            | Zella         |                                 |
| X          | Dr. Friedrich Henneberg         | Rechtsanwalt               | Gotha         |                                 |
| XI         | Carl Anton Morchutt             | Referendar                 | Georgental    |                                 |
| XII        | Wilhelm Ernst Ritz              | Rechtsanwalt               | Ohrdruf       |                                 |
| XIII       | Prof. Dr. Hermann Theodor Kühne |                            | Gotha         | Stellvertretender Präsident     |
| XIV        | Julius Steffani                 | Pfarrer                    | Laucha        |                                 |
| XV         | Friedrich Jung                  | Zimmermeister              | Sonneborn     |                                 |
| XVI        | Lencer                          | Schultheiß                 | Bufleben      |                                 |
| XVII       | Friedrich Leopold von Küttner   | Lieutnant                  | Döllstedt     |                                 |
| XVIII      | Küttner                         | Gutsbesitzer               | Günthersleben |                                 |
| XIX        | Carl Friedrich Knauer           | Rechtsanwalt               | Gotha         |                                 |

Dem Ausschuss gehörte neben Präsident Berlet noch Kühne Henneberg und Mälzer an.